# Alexander Kielland
Alexander Lange Kielland (n. 18 februarie 1849, Comuna Stavanger, Suedia-Norvegia – d. 6 aprilie 1906, Bergen, Norvegia) a fost unul dintre cei mai importanți scriitori norvegieni din secolul al XIX-lea. 
S-a născut și a crescut într-o familie de comercianți bogați. Admirator al romancierilor realiști francezi, al lui Kierkegaard și al lui Ibsen, Kielland este unul dintre principalii reprezentanți ai literaturii protestare scandinave. A scris romane satirice de polemică antiburgheză scrise cu umor și rafinament, denunțând instituțiile și concepțiile retrograde, ipocrizia bisericii, birocrația și limitarea intelectuală a funcționarilor.

## Opere

### Nuvele
- Novelletter, 1879 [13]
- Nye novelletter, 1880
- To Novelletter fra Danmark, 1882

### Romane
- Garman & Worse, 1880 - [14][15]
- Arbeidsfolk　(Muncitori), 1881
- Else, 1881
- Skipper Worse (Căpitanul de vas Worse), 1882 [16][17]
- Gift (Otravă), 1883
- Fortuna, 1884
- Sne (Zăpadă), 1886
- Sankt Hans Fest (Festivalul Sfântului Ioan), 1887
- Jacob, 1891

### Teatru
- Paa Hjemvejen (În drum spre casă), 1878
- Hans Majestæts Foged (Prim-magistrat al Majestății Sale), 1880
- Det hele er Ingenting (Totul este un nimic), 1880
- Tre par (Trei perechi), 1886
- Bettys Formynder (Tutorele lui Betty), 1887
- Professoren (Profesorul), 1888

### Eseuri
- Forsvarssagen (Problema apărării), 1890
- Menneker og Dyr (Oameni și animale), 1891
- Omkring Napoleon (Despre Napoleon), 1905 [18]

## Traduceri
- Alexander Kielland, traducere Mariana Crainic-Aubert, Bătălia de la Waterloo, București, Editura pentru Literatura Universală, 1963.